# Pavia Jensen
Ole Andreas Pavia Peter Jensen (* 24. Juli 1877 in Saqqaq; † 1957) war ein grönländischer Kaufmann und Landesrat.

## Leben
Pavia Jensen war der Sohn des Jägers Johannes Carl Edvard Jensen (1846–?) und seiner Frau Justa Mariane Sofie (1847–1877). Seine Mutter starb eine Woche nach seiner Geburt im Kindbett. Pavia Jensen war in den 1920er Jahren Udstedsverwalter in Ilimanaq. Er wurde für die Legislaturperiode von 1927 bis 1932 in den nordgrönländischen Landesrat gewählt, nahm aber nur bis 1929 an den Sitzungen teil. Danach war Karl Olsvig sein Vertreter. Später diente er als Udstedsverwalter in seinem Heimatort Saqqaq. Pavia Jensen starb im Frühjahr 1957 im Alter von 79 Jahren.